# Cheilodipterus quinquelineatus
Cheilodipterus quinquelineatus es una especie de pez del género Cheilodipterus, familia Apogonidae. Fue descrita científicamente por Cuvier en 1828.
Se distribuye por el Indo-Pacífico: mar Rojo a Mozambique y hacia el este hasta las islas Pitcairn, al sur de Japón, al sur hasta las islas Lord Howe y Rapa. La longitud total (TL) es de 13 centímetros. Habita en planicies arrecifales y  lagunas y su dieta se compone de pequeños crustáceos y gasterópodos, también de pequeños peces. Puede alcanzar los 40 metros de profundidad.
Está clasificada como una especie marina inofensiva para el ser humano.